# Hillfoots Villages

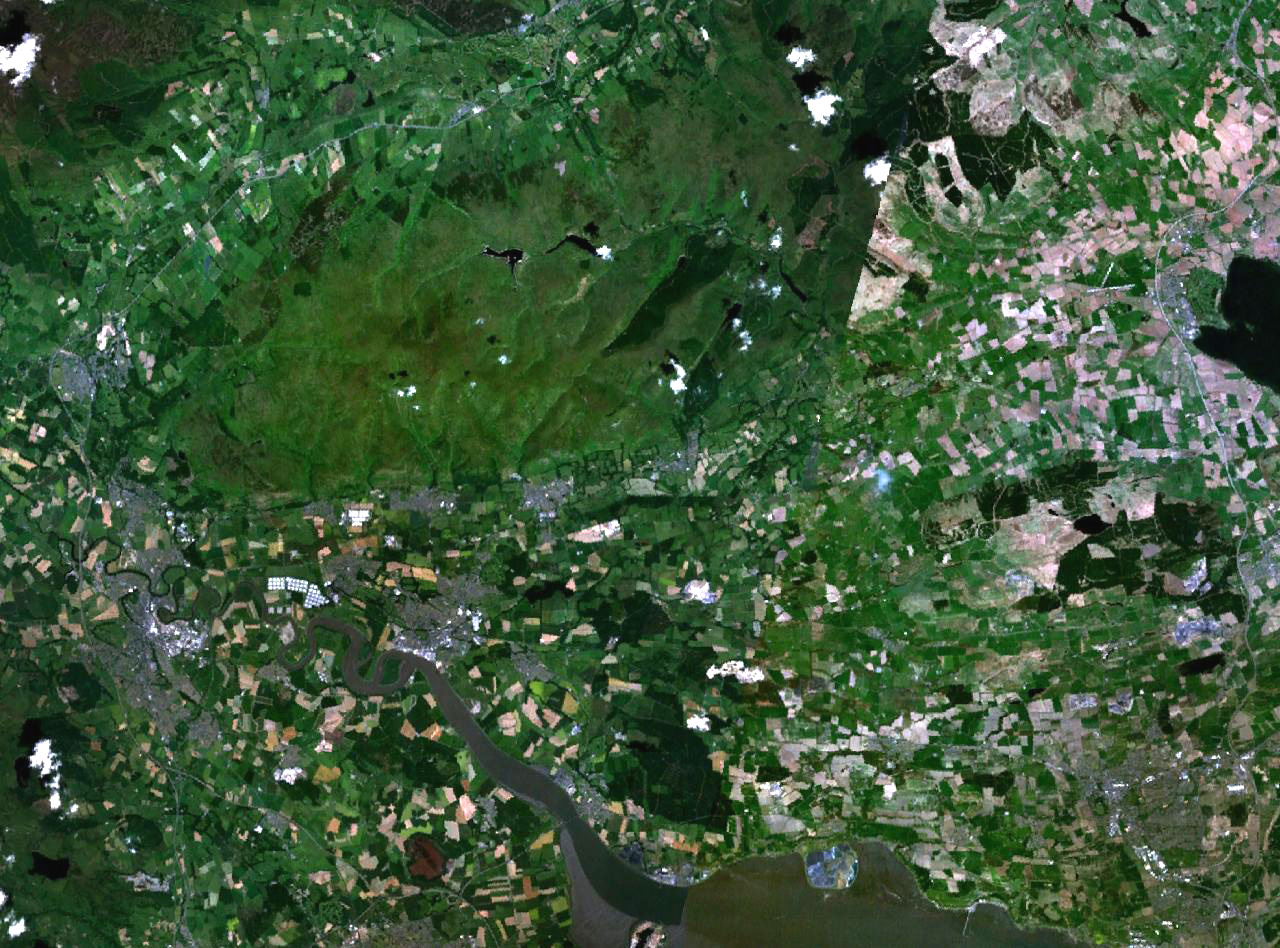
Die Hillfoots Villages sind aus der Luft als aufgereihte Ortschaften etwa mittig im Bild in östlicher Richtung erkennbar.

Als Hillfoots Villages oder kurz Hillfoots wird eine Ansammlung von Ortschaften südlich der Ochil Hills in Schottland bezeichnet. Sie liegen beinahe auf einer Linie direkt vor den steilen Südhängen der Ochils. Zu den Hillfoots Villages zählen beginnend im Westen: Blairlogie, Menstrie, Alva, Tillicoultry, Dollar, Pool of Muckhart sowie Yetts of Muckhart. Mit Ausnahme von Blairlogie, das in der Council Area Stirling gelegen ist, gehören alle Ortschaften administrativ zu Clackmannanshire. Die A91 führt auf ihrem Weg von Stirling nach St Andrews durch alle Hillfoots Villages.
Historisch war die Textilherstellung ein bedeutender Wirtschaftszweig in den Hillfoots Villages und trug wesentlich zu ihrer Entwicklung bei. Hierbei nutzten die Betriebe die zahlreichen Gebirgsbäche entlang der Hänge zur Energieerzeugung. So wurden dort seit dem 16. Jahrhundert Tweed, Tartans und Strickwaren produziert.